# Procyanidine
Les procyanidines ou procyanidols sont des tanins condensés formés par des unités de flavanols de type catéchol et épicatéchol. Par ébullition en milieu acide, ils libèrent un pigment rouge, le cyanidol (un anthocyanidol).
Ce sont les proanthocyanidols les plus abondants chez les plantes, suivis par les prodelphinidols.

## Structures
Les dimères les plus communs sont :
- Procyanidols de type B-1, B-2, B-3 et B-4

Ce sont des dimères constitués à partir des deux unités (+)-catéchol et (-)-épicatéchol, liées en C-4 → C-8.
- Procyanidols de type B-5, B-6, B-7 et B-8

Ce sont des dimères constitués aussi à partir des deux unités (+)-catéchol et (-)-épicatéchol mais avec une liaison en C-4 → C-6.
|         |                                |    |    |    |    |
| Dimères | Noms                           | R1 | R2 | R3 | R4 |
| B1      | épicatéchol-(4β→8)-catéchol    | H  | OH | OH | H  |
| B2      | épicatéchol-(4β→8)-épicatéchol | H  | OH | H  | OH |
| B3      | catéchol-(4α→8)-catéchol       | OH | H  | OH | H  |
| B4      | catéchol-(4α→8)-épicatéchol    | OH | H  | H  | OH |
| B5      | épicatéchol-(4β→6)-épicatéchol | H  | OH | H  | OH |
| B6      | catéchol-(4α→6)-catéchol       | OH | H  | OH | H  |
| B7      | épicatéchol-(4β→6)-catéchol    | H  | OH | OH | H  |
| B8      | catéchol-(4α→6)-épicatéchol    | OH | H  | H  | OH |

Il existe aussi des O- et C-glucosides de procyanidols, par exemple chez la rhubarbe et le théier.
- Les procyanidols de type A sont des dimères ayant une liaison interflavanique double :

1) liaison C-4 → C-8 et
2) liaison éther C-2 → O → C-7.
- Les oligomères et polymères construits sur les unités (épi)catéchols et libérant du cyanidol sont très communs et abondants. Pour certains auteurs[3], le terme de « procyanidines oligomériques ou polymériques » en est venu à désigner la classe entière des proanthocyanidols ou tanins condensés[4].

## Propriétés
Comme tous les proanthocyanidols, les procyanidols sont réputés pour leurs forts pouvoirs antioxydants.
La poudre de cacao bat les records de teneur en proanthocyanidine dimère B1, avec 112 mg/100g, très au-dessus des pêches qui viennent après avec seulement 25,77 mg/100g.
On a longtemps cru que l'effet bénéfique du vin était dû au resvératrol, il semble plutôt que ce soient dû aux procyanidines. C'est du moins ce que tendent à démontrer les recherches du professeur Roger Corder du Queen Mary’s School of Medicine de Londres.
Les procyanidines alimentaires joueraient un rôle-clé dans la modification du fonctionnement vasculaire. Les vins produits dans les régions où la population vit plus longtemps que la moyenne contiennent des taux de procyanidines beaucoup plus élevés que les vins d'autres régions.
Dans le raisin, ils proviennent des pépins. On en trouve surtout dans les vins rouges jeunes, tanniques, provenant de vieilles vignes, en altitude, aux petits rendements, aux petites baies et à macération longue. Certains cépages en contiennent plus que d'autres. Les cépages tanniques justement : tannat, malbec, mondeuse, sagrantino et cabernet sauvignon.
La filtration, le collage, la surmaturité et le vieillissement du vin réduiraient la quantité de procyanidines.